# Parc national Cabo de Hornos
Pour les articles homonymes, voir Cabo de Hornos (homonymie).
Le parc national Cabo de Hornos est un parc national terrestre et marin, situé dans la partie chilienne de la  Terre de Feu. Il est créé en 1945 et comprend les îles Wollaston et les îles L'Hermite. Il inclut donc le fameux cap Horn. Le parc couvre une superficie de 631 km2.
C'est le parc national qui se trouve le plus au sud de la planète. Il fait partie, avec le parc national Alberto de Agostini, de la réserve de biosphère Cabo de Hornos, créée par l'UNESCO dans le cadre du Programme sur l’homme et la biosphère (MAB).

## Histoires
La région du cap Horn est explorée par le marchant hollandais Jacob Le Maire le 29 janvier 1616 et est nommée Hoorn du nom de la ville des Provinces-Unies d'où étaient originaires les marins. Le parc national Cabo de Hornos est créé le 26 avril 1945 par le ministère de l'Agriculture du Chili.

## Géographie

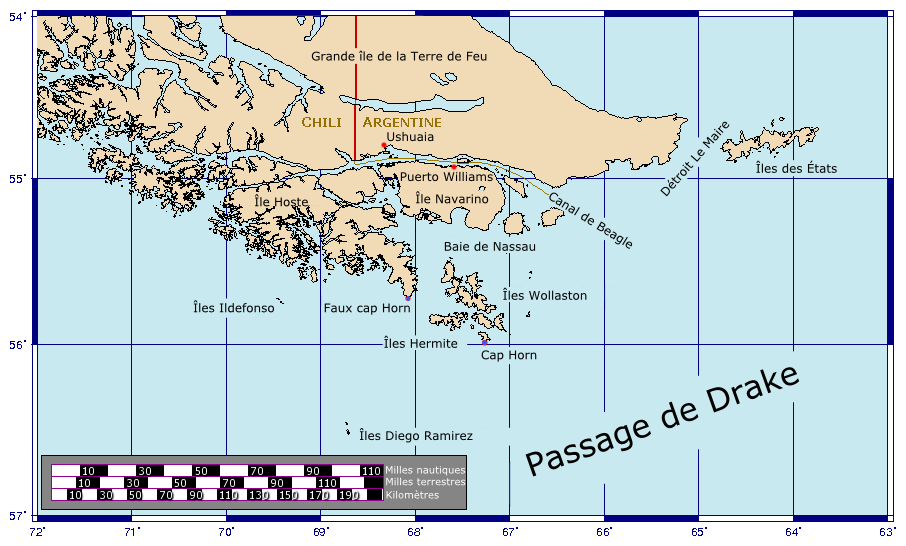
Situation géographique du parc national Cabo de Hornos

Le parc national couvre une superficie de 63 093 hectares, avec une altitude moyenne de 220 mètres. Deux principaux sommets s'élèvent à l'intérieur du parc, le Cerro Pirámide (406 mètres) et le Cerro Hyde (670 mètres), son point culminant. Il comprend une série d'île et d'îlots formant un vaste archipel, les principales îles étant les îles Wollaston et les îles L'Hermite. Le parc est situé à l'extrémité sud du territoire chilien, si l'on met de côté le territoire chilien de l'Antarctique qui fait l'objet de revendications.

## Milieu naturel

### Flore
Le terrain est presque entièrement recouvert de tourbières dépourvues d'arbres, sa caractéristique principale est la présence de formations végétales tourbeuses basses et denses couvertes de Poaceae (graminées), de lichens et de mousses résistantes aux températures basses et aux intempéries. Dans certaines régions, de petites zones sont boisées de hêtres de l'Antarctique ou ñire (Nothofagus antarctica), de lenga (Nothofagus pumilio), de canelo (Drimys winteri) et de coigüe de Magellan (Nothofagus dombeyi).

### Faune
Comme pour la flore, la faune du parc est pauvre et un grand nombre d'espèces animales présentes sont menacées. La faune est dominée par les oiseaux et les mammifères marins. Les espèces d'oiseaux qui nichent dans les îles comprennent : le manchot de Magellan (Spheniscus magellanicus), ou red peek penguin, le pétrel géant (Macronectes giganteus), le goéland dominicain (Larus dominicanus), le cormoran de Gaimard (Phalacrocorax gaimardi) et l'albatros royal (Diomedea epomophora).

Espèces d'oiseaux présents au cap Horn
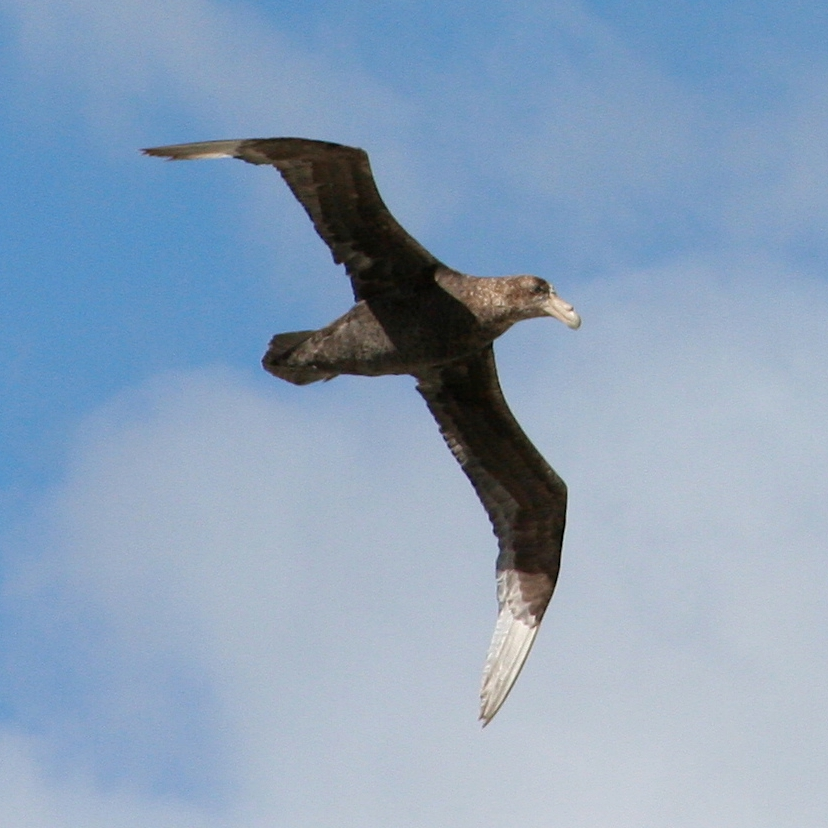
Pétrel géant (Macronectes giganteus)
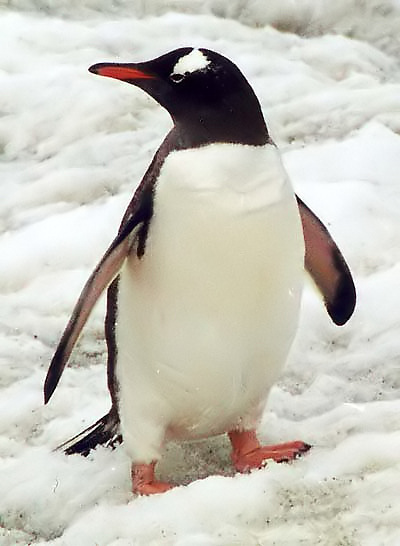
Manchot papou (Pygoscelis papua ellsworthi)
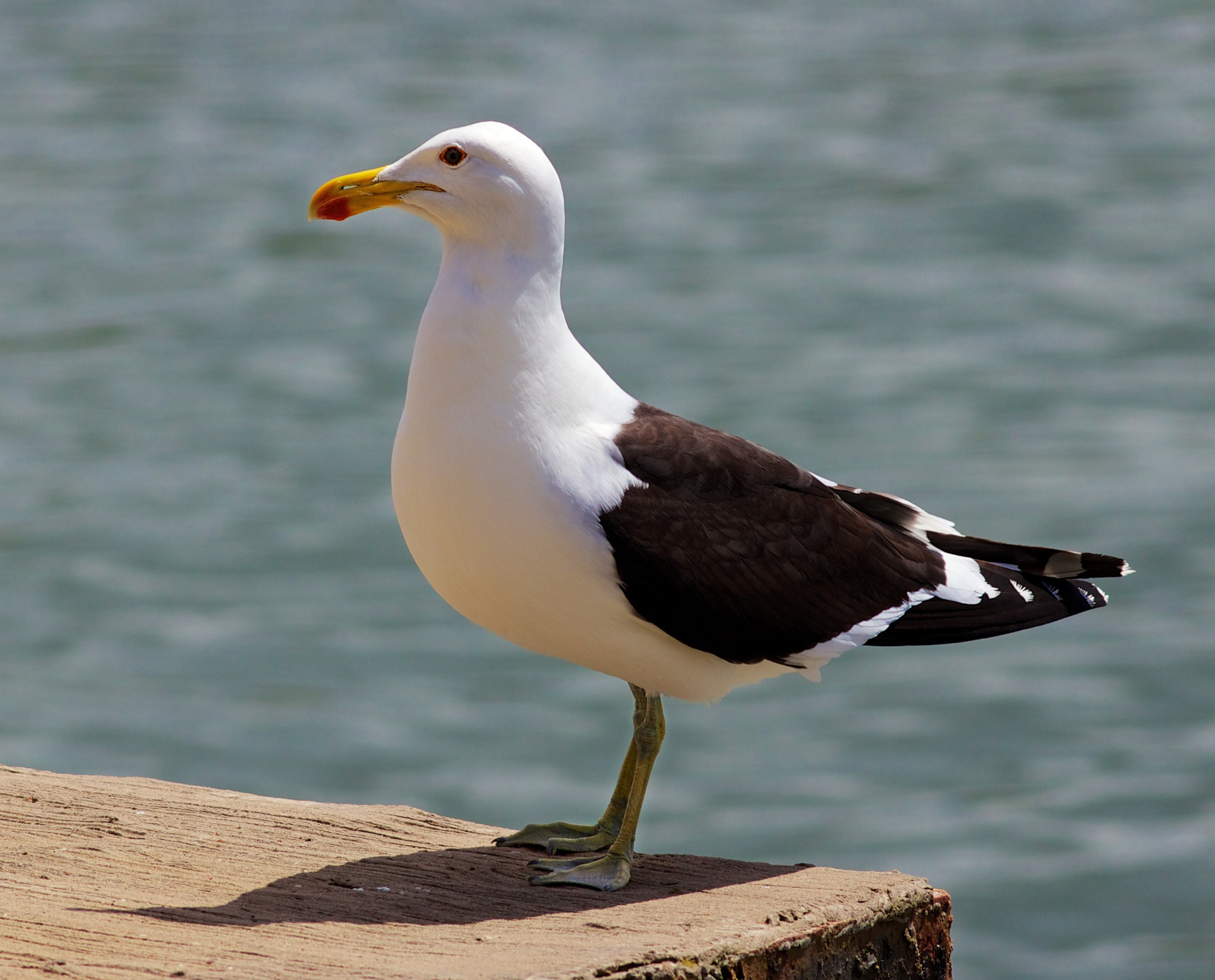
Goéland dominicain (Larus dominicanus)
Manchot de Magellan (Spheniscus magellanicus)
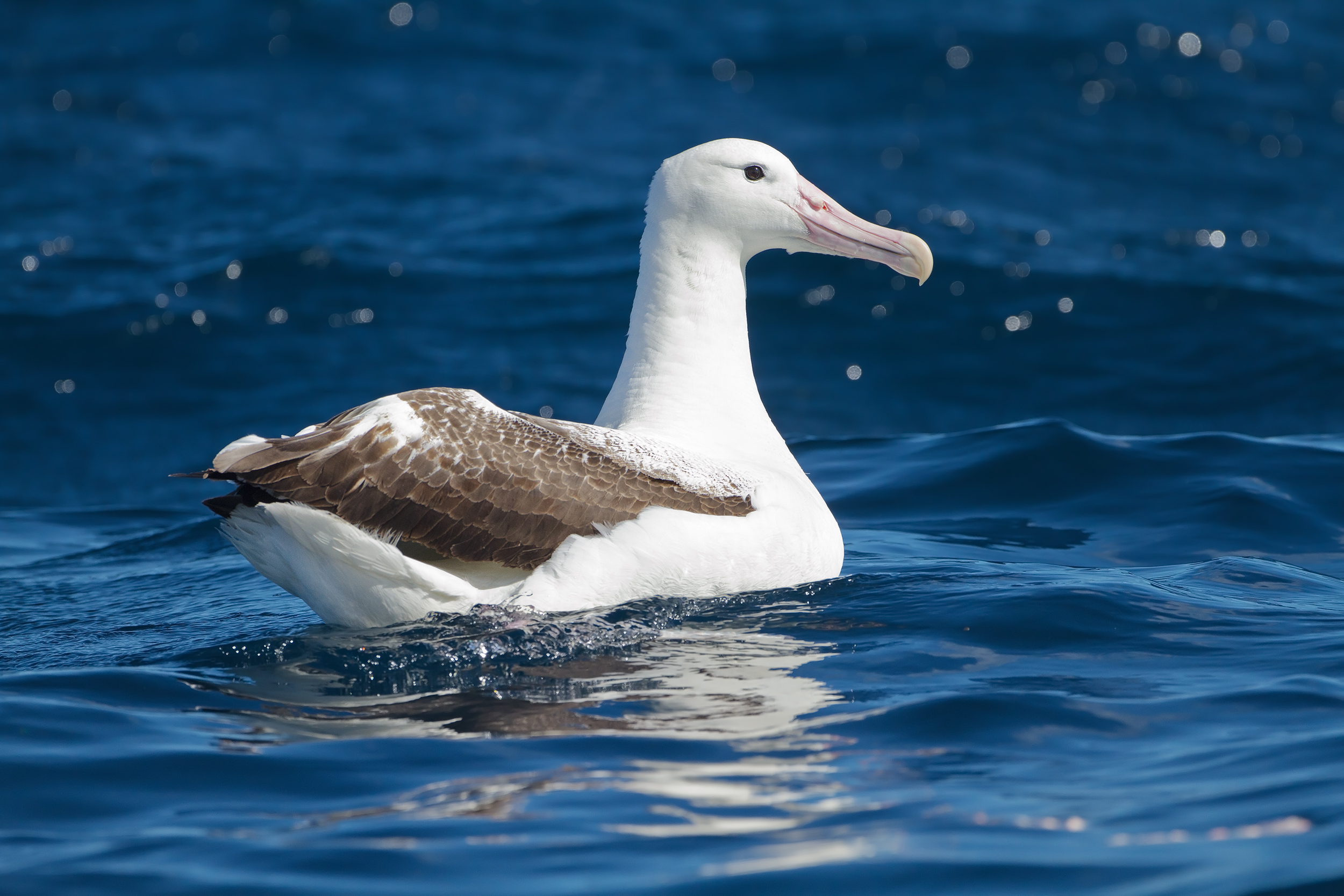
Albatros royal (Diomedea epomophora)

Les espèces de mammifères présentes dans le parc comprennent : la loutre marine (Lontra felina, connue localement sous le nom de chungungo), le léopard de mer (Hydrurga leptonyx), le dauphin du Chili (Cephalorhynchus eutropia, également connu sous le nom de dauphin noir ou tonina), le marsouin de Burmeister (Phocoena spinipinnis), le dauphin de Peale (Lagenorhynchus australis) et la baleine à bosse (Megaptera novaeangliae).

Mammifères présents dans le parc national Cabo de Hornos
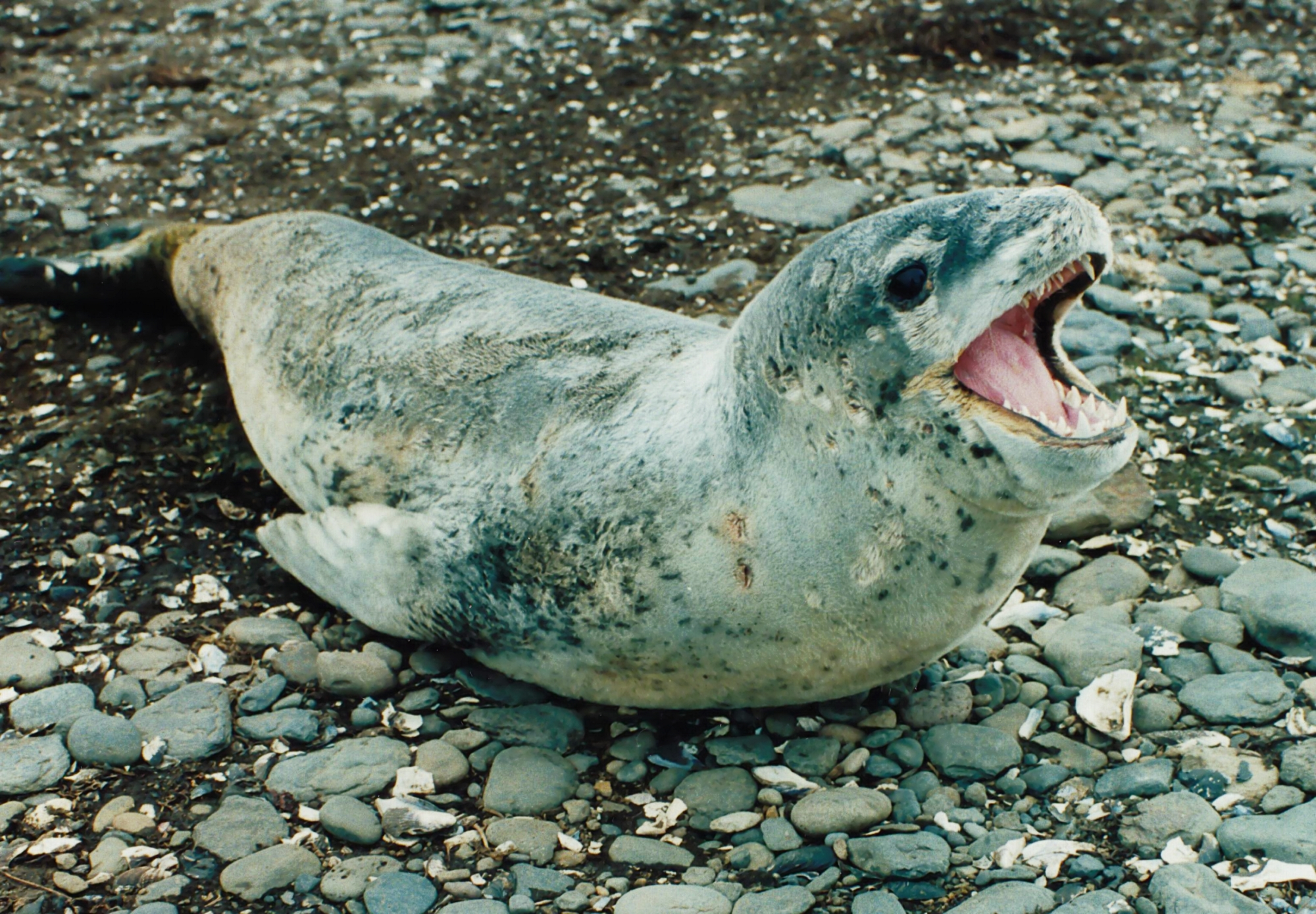
Léopard de mer (Hydrurga leptonyx)
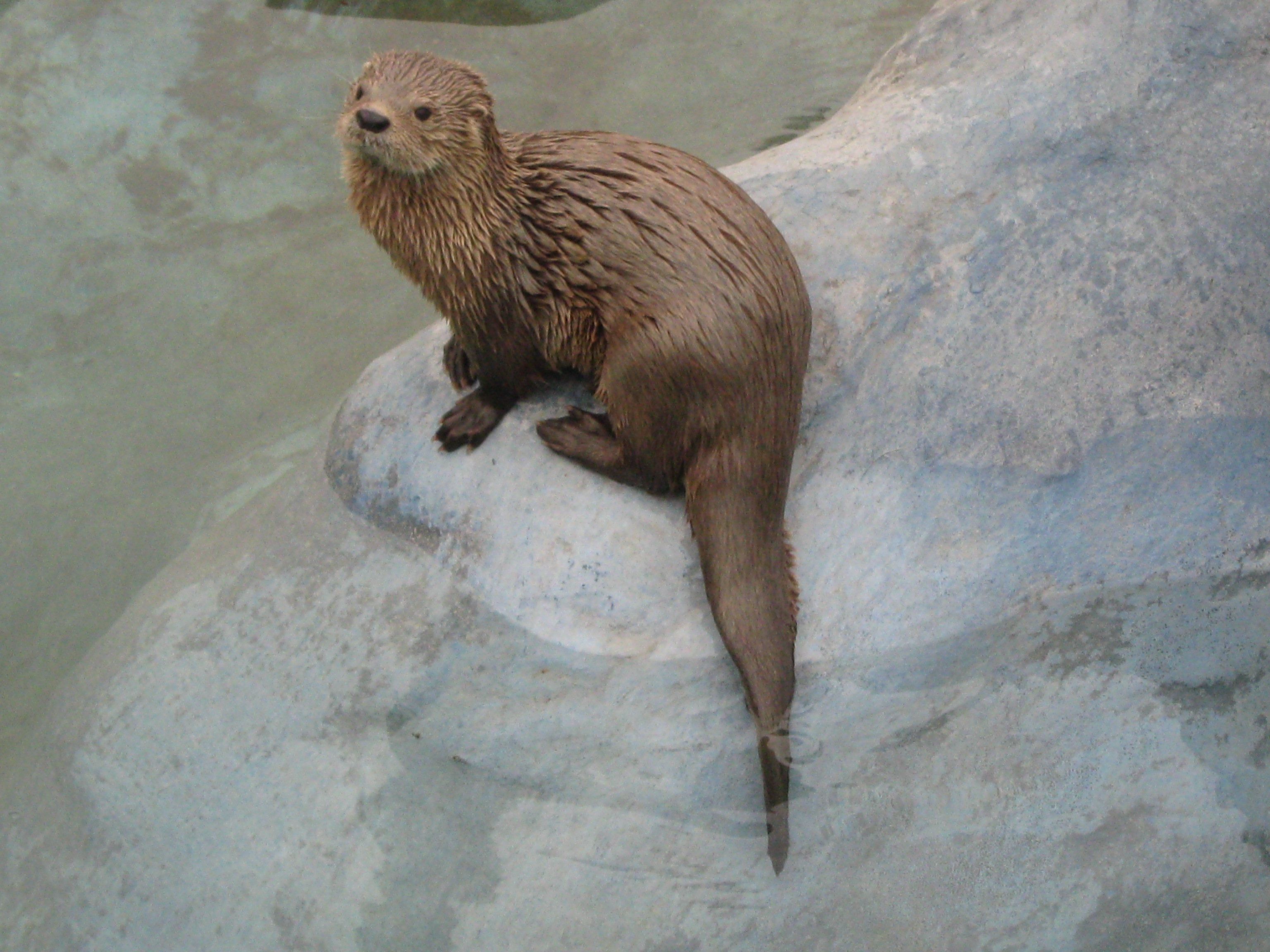
Loutre marine ou chungungo.
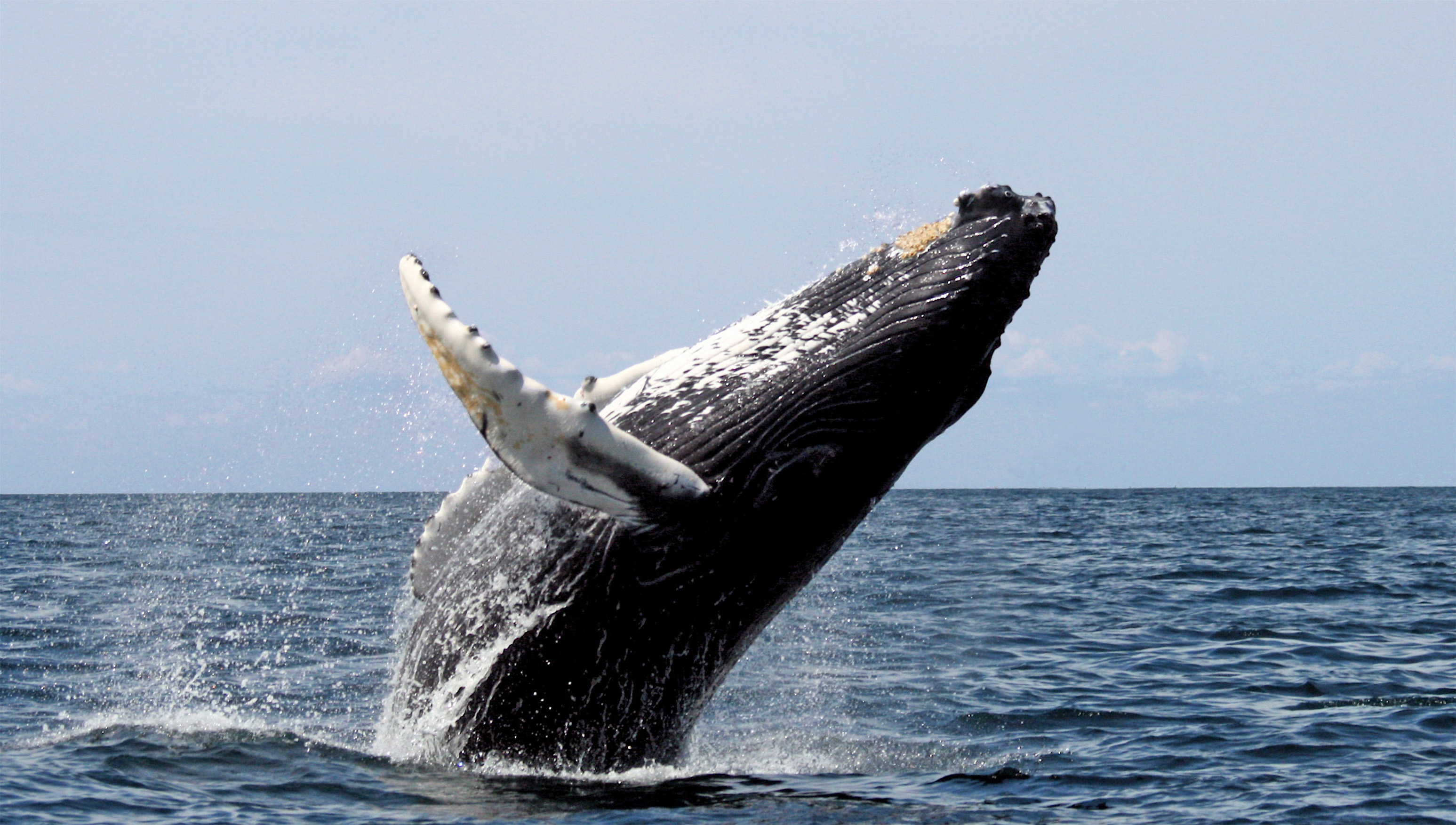
Baleine à bosse
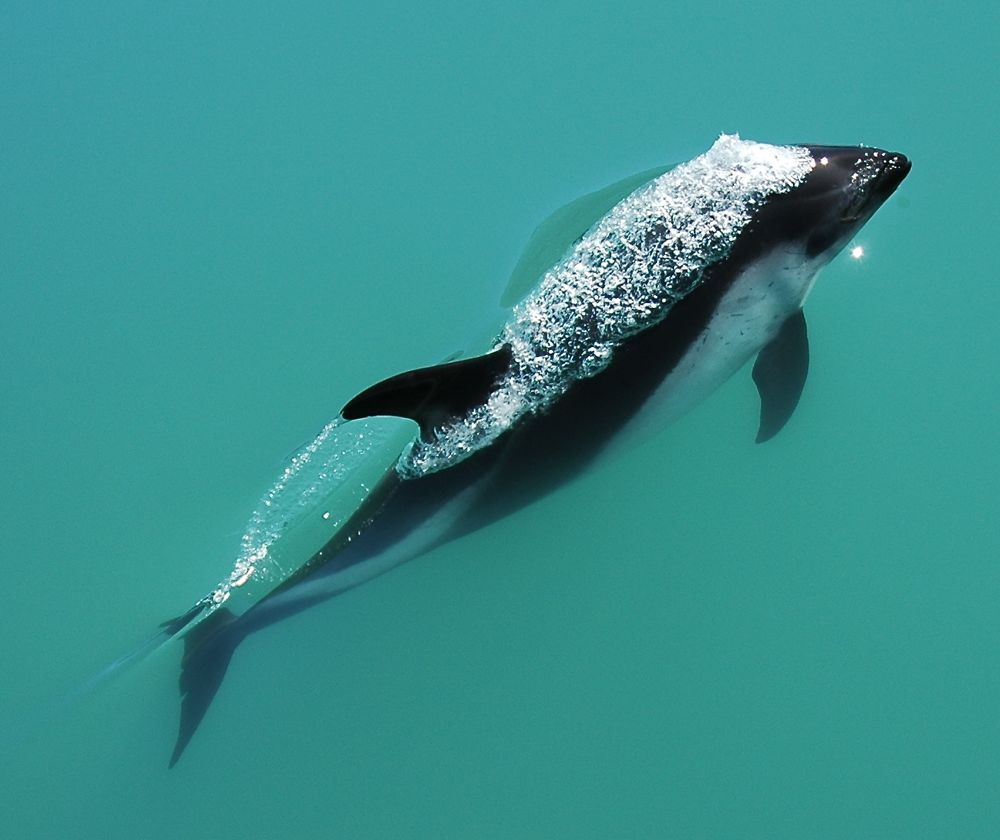
Dauphin de Peale (Lagenorhynchus australis)

## Galerie

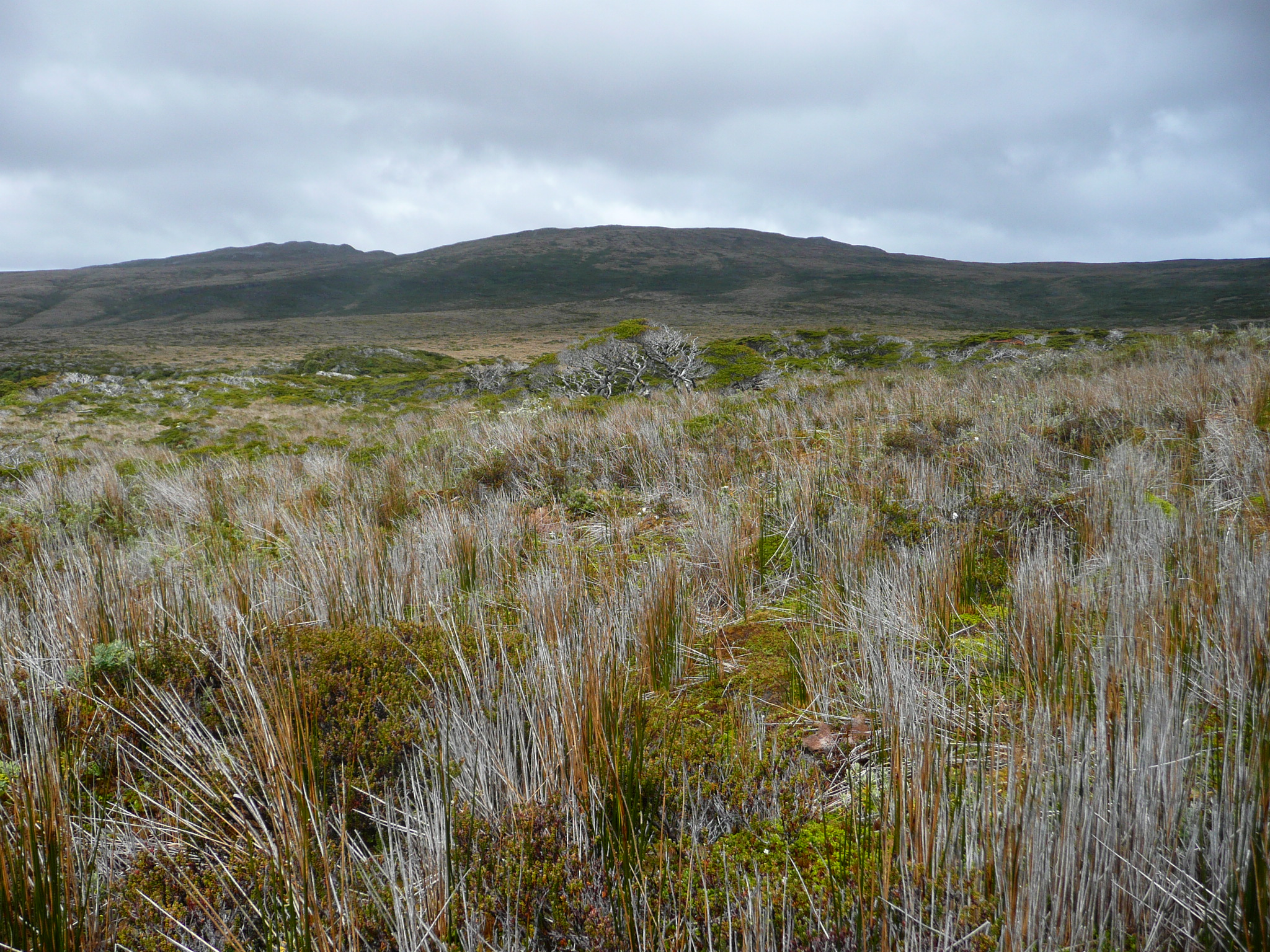
L'île Herschel de l'archipel L'Hermite
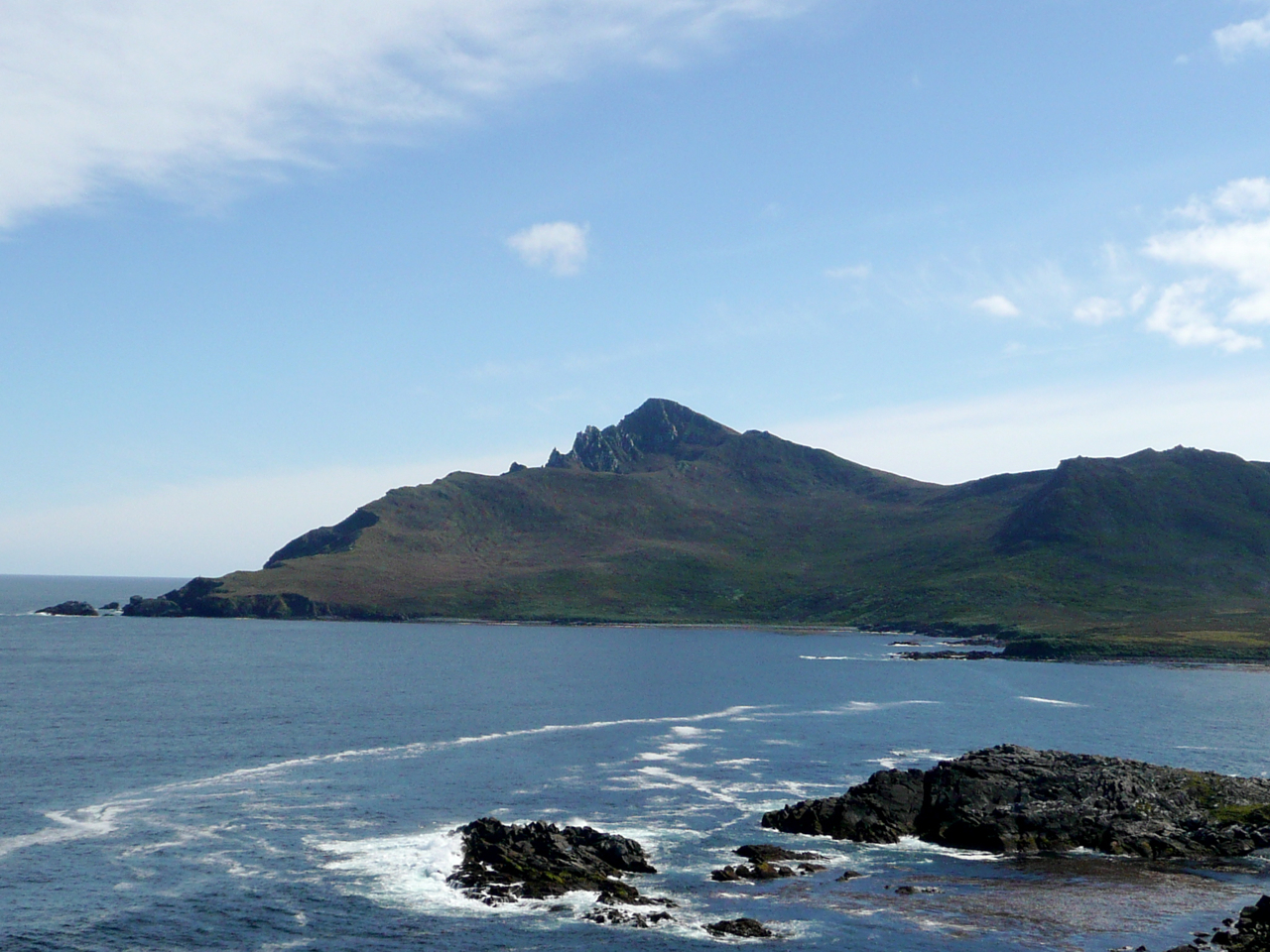
Le cap Horn, face nord-est, vue de l'île Horn

### Sources et bibliographie
- (es) Argentina, Chile, Bolivia Sur, Paraguay, Uruguay, Southern South America, 1 : 4000000, Zagier & Urruty Publications, 2005,  (ISBN 1-879568-61-6)
- (es) Patagonia Sur, Tierra del Fuego, Costa a Costa, Mapa 1 : 1800000, JLM Mapas Punta Arenas, Chile
- (es) Carte Marine de Instituto Hidrográfico de la Armada de Chile, Boca Oriental del Estrecho de Magallanes A Islas Diego Ramirez, 1:50000, 1986-2009